# دوشان ماركوفيتش
دوشان (لوكس) ماركوفيتش بالصربية : Душан Марковић (9 مارس 1906 في كرشدين، الإمبراطورية النمساوية المجرية – 29 نوفمبر 1974 في نوفي ساد ، يوغوسلافيا) لاعب ومدرب كرة قدم صربي راحل .
كانوا ينادونه باسم لوكس وقد كان مهاجم فعال، ذكي، وعظيم . لعب 14 موسم لصالح نادي فويفودينا من 1921 إلى 1935 مما جعله أحد أكثر اللاعبين تأثيرا في كرة القدم اليوغوسلافية قبل الحرب العالمية الثانية . ثم أمضى فترة قصيرة في نادي بي إس كيه بلغراد وغرونوبل الفرنسي .
لم يلعب دوشان سوى مباراة دولية واحدة مع منتخب يوغوسلافيا وكانت في مواجهة منتخب تشيكوسلوفاكيا التي أقيمت في براغ في 9 أكتوبر 1932 وانتهت بالفوز 2-1 . تم استدعائه للمشاركة في بطولة كأس العالم لكرة القدم 1930 التي أقيمت في الأوروغواي ولكنه لم يلعب أي من المباريات الثلاث .
بعد اعتزاله اللعب اتجه إلى مهنة التدريب وقاد عدة أندية يوغوسلافية و تونسية . توفي بشكل مفاجئ في سنة 1974 بعد اجرائه لعملية جراحية في البروستاتا .

## وصلات خارجية
- دوشان ماركوفيتش على موقع ناشيونال فوتبول تيمز (الإنجليزية)
- دوشان ماركوفيتش على موقع عالم كرة القدم.نت (الإنجليزية)

- سيرة ذاتية